# Vorhautpiercing
Ein Vorhautpiercing (auch Oetang) ist ein männliches Intimpiercing durch die Vorhaut des Penis, Praeputium penis. Es kann nur bei einem unbeschnittenen oder teilweise beschnittenem Mann durchgeführt werden. Bei der Frau gibt es analog das Klitorisvorhautpiercing.
Das Piercing kann beliebig platziert werden, vorzugsweise jedoch näher zum vorderen Rand. Ein Vorhaut-Piercing, das direkt um den oberen Rand gestochen ist, wird Kuno-Piercing genannt.

## Kulturelle und sexuelle Bezüge

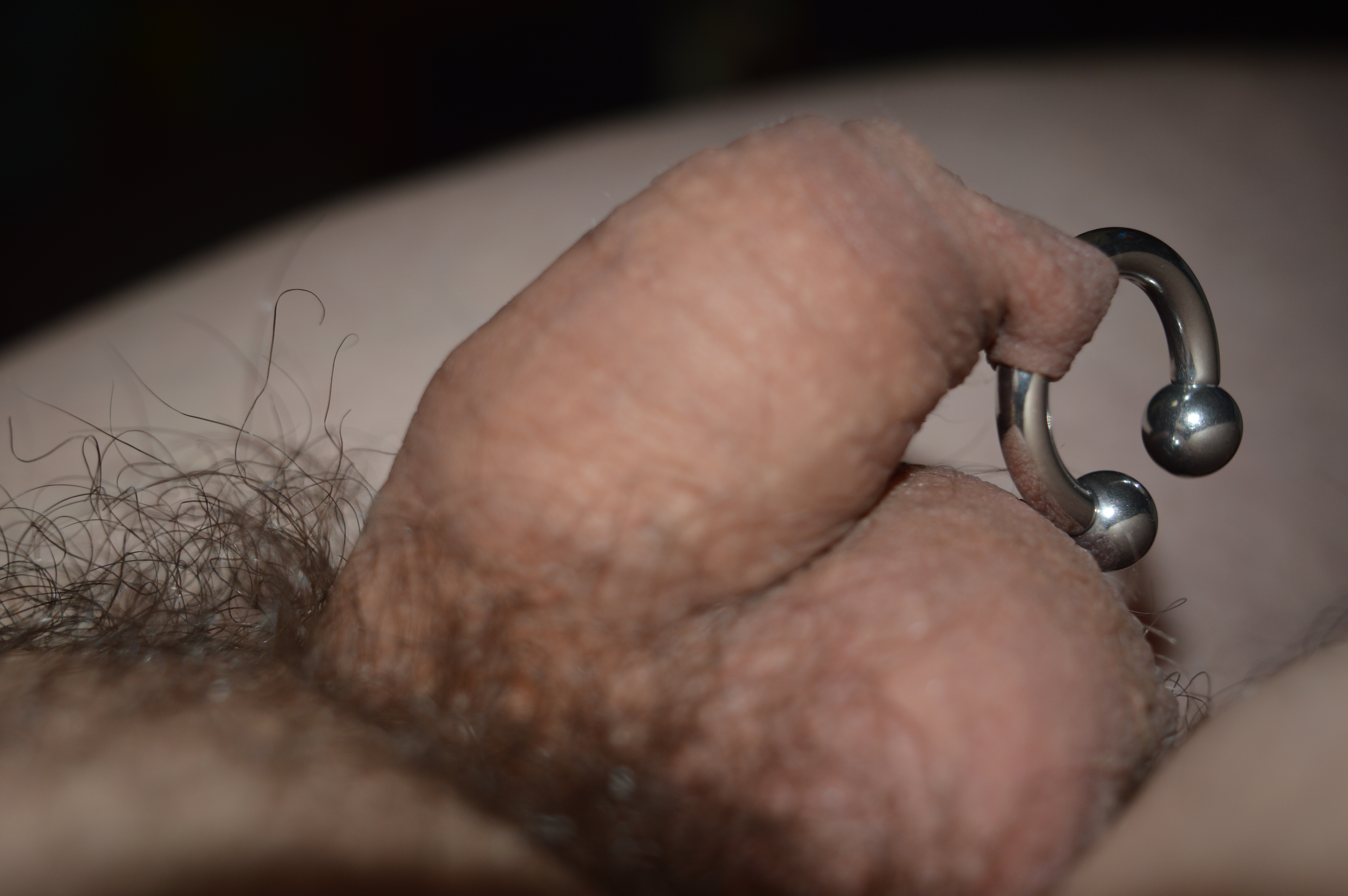
Kuno-Piercing

Gelegentlich werden mehrere oder paarweise gegenüberliegende Stichkanäle mit jeweils einem Barbell oder Ball Closure Ring verbunden, so dass die Vorhaut über der Eichel zusammengehalten wird und sich nicht mehr zurückstreifen lässt, ähnlich einer Phimose. Angeblich wurde diese Variante schon bei den alten Römern als Keuschheitsverschluss gestochen.
In Birma fand diese Methode unter der Bezeichnung Oetang Verwendung.
Sie wurde Heranwachsenden „zum Schutz“ vor Masturbation angediehen und später gelegentlich in BDSM-Kreisen angewendet. Dabei sollte die Intimhygiene (besonders wegen des Smegmas) konsequent beachtet werden.
Das Piercing kann auf Grund der Reibung auf der Eichel sexuell stimulierend wirken. Zum Einsatz ist sowohl gerader oder leicht gekrümmter als auch Ringschmuck geeignet. Die Heilungszeit beträgt zwischen vier und acht Wochen.